# Merida (cykel)
Merida Industry Co är ett Taiwanbaserat företag, med FoU i Tyskland och huvudkontor i Yuanlin, grundat 1972 av Ike Tseng (1932–2012).  Merida designar, tillverkar och marknadsför cyklar i över 77 länder. 
Merida tillverkar över 2 miljoner cyklar per år vid sina fabriker i Taiwan, Kina och Tyskland. Efter att ha tillverkat originalutrustning för många andra märken, etablerade företaget sitt eget märke 1988.
Företaget designar och tillverkar för närvarande cyklar och tillbehör främst för sitt eget varumärke, men även för märken som de delar ekonomiska intressen med, inklusive det tyska märket Centurion.
Den första Merida-fabriken låg i Nottingham, Raleighs fabrik, där företaget tillverkade Raleighs för den nordamerikanska marknaden. Ike Tseng utvecklade där sina egna svetsrobotar för att uppfylla högre produktionsmål. År 2001 köpte Merida 49 procent av Specialized för rapporterade 30 miljoner USD, med dess VD och grundare Mike Sinyard kvar som majoritetsägare. År 2007 investerade Merida 7 miljoner USD för att renovera sin 35 år gamla fabrik i Taichung.
Merida har varit medsponsor för Multivan Merida Biking Team, med cyklister som José Antonio Hermida och Gunn-Rita Dahle Flesjå, och för cykeltävlingar som TransUK och TransWales mountainbikelopp.
Sedan 2004 har Merida över 30 världscupvinster samt olympiska guld- och silvermedaljer. År 2013 blev Merida medsponsorer Bahrain–Merida Pro Cycling Team 2017, som sedan 2021 kallas Team Bahrain Victorious 
Merida har varit ett börsnoterat företag på den taiwanesiska börsen sedan 1992, och varumärkesvärdet var 2008 cirka 185 miljoner USD, vilket gör det till ett av Taiwans största företag.

## Galleri

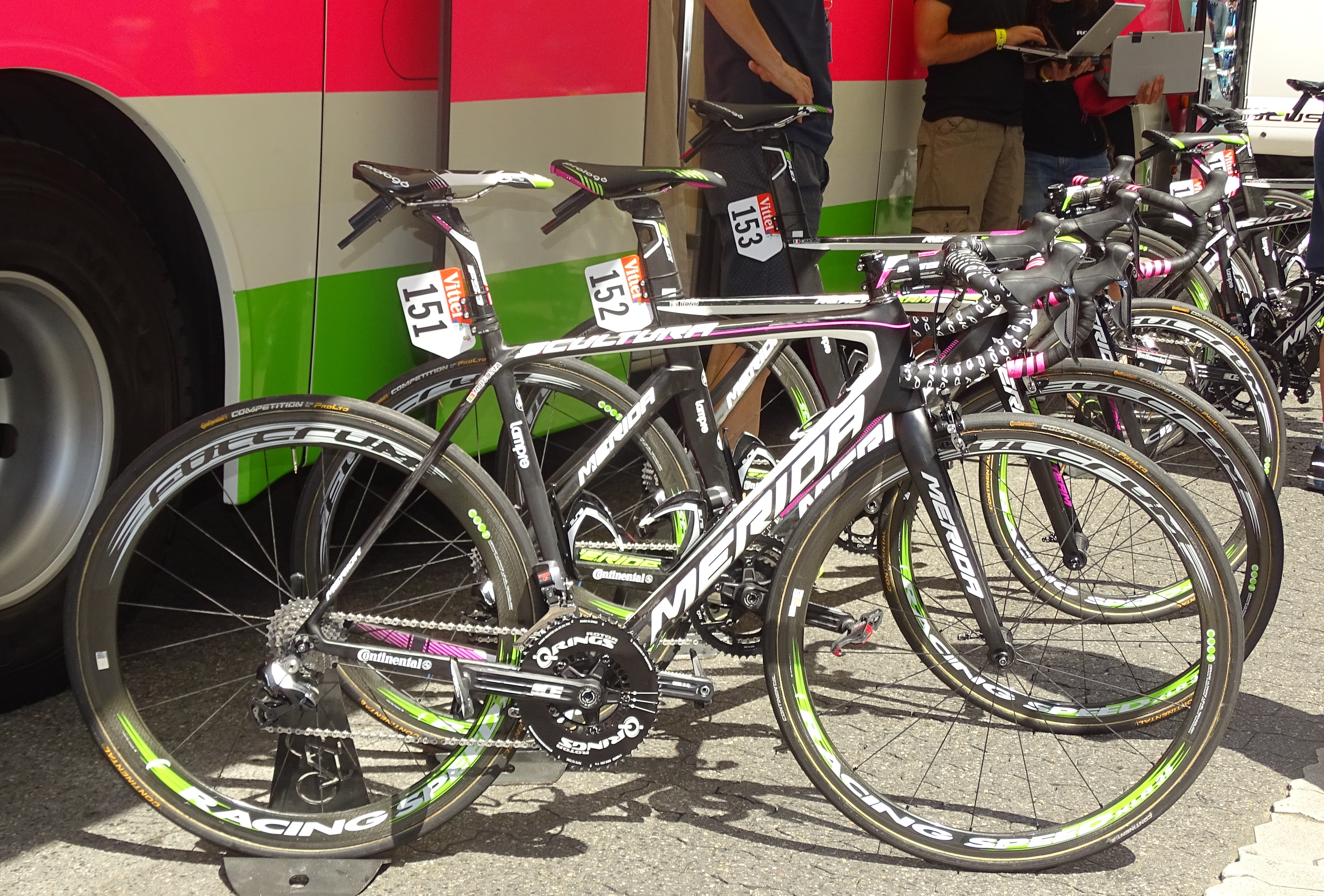
Meridas cyklar i Tour de France 2015.
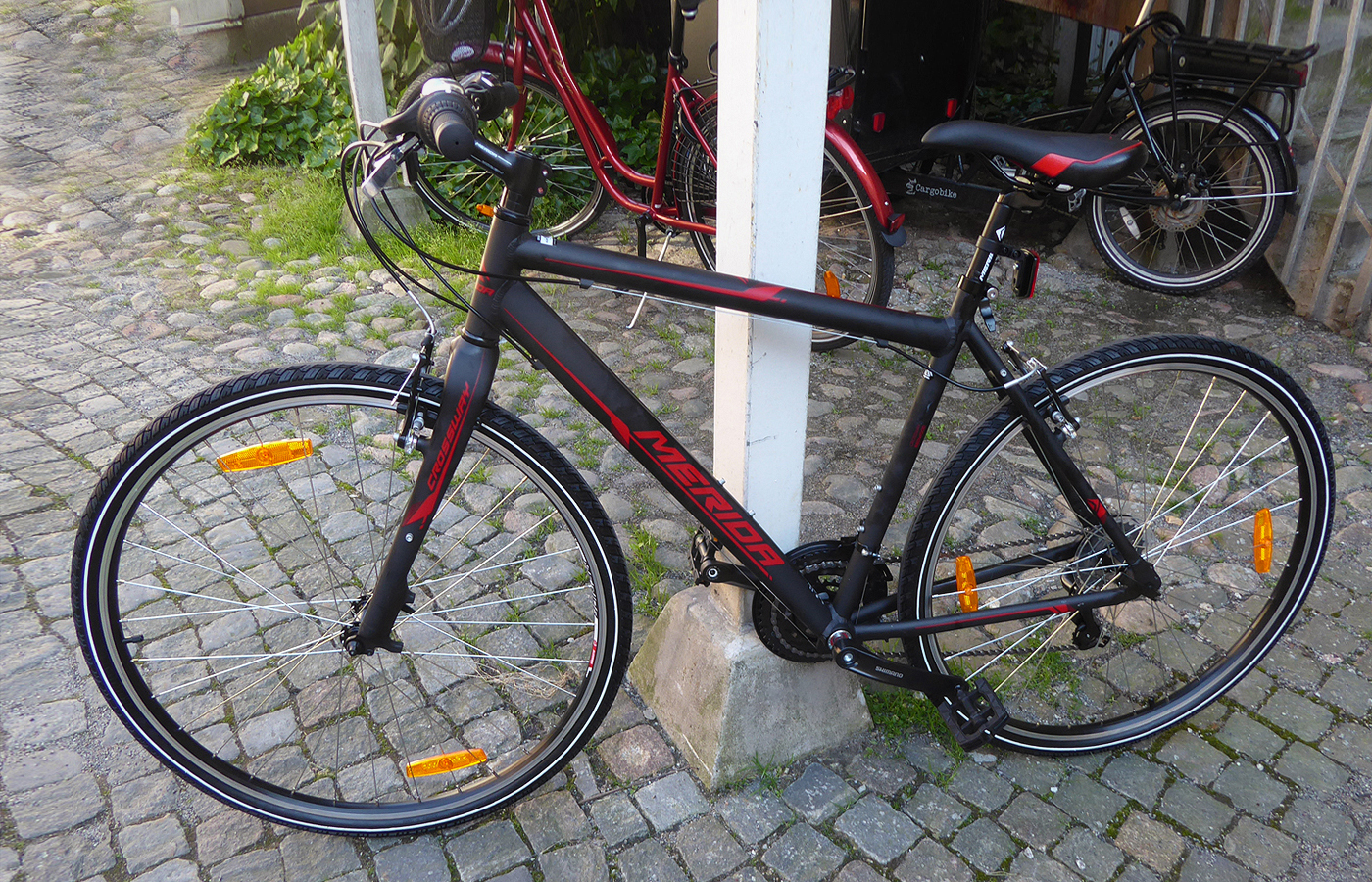
Merida Crossway, model 2019.
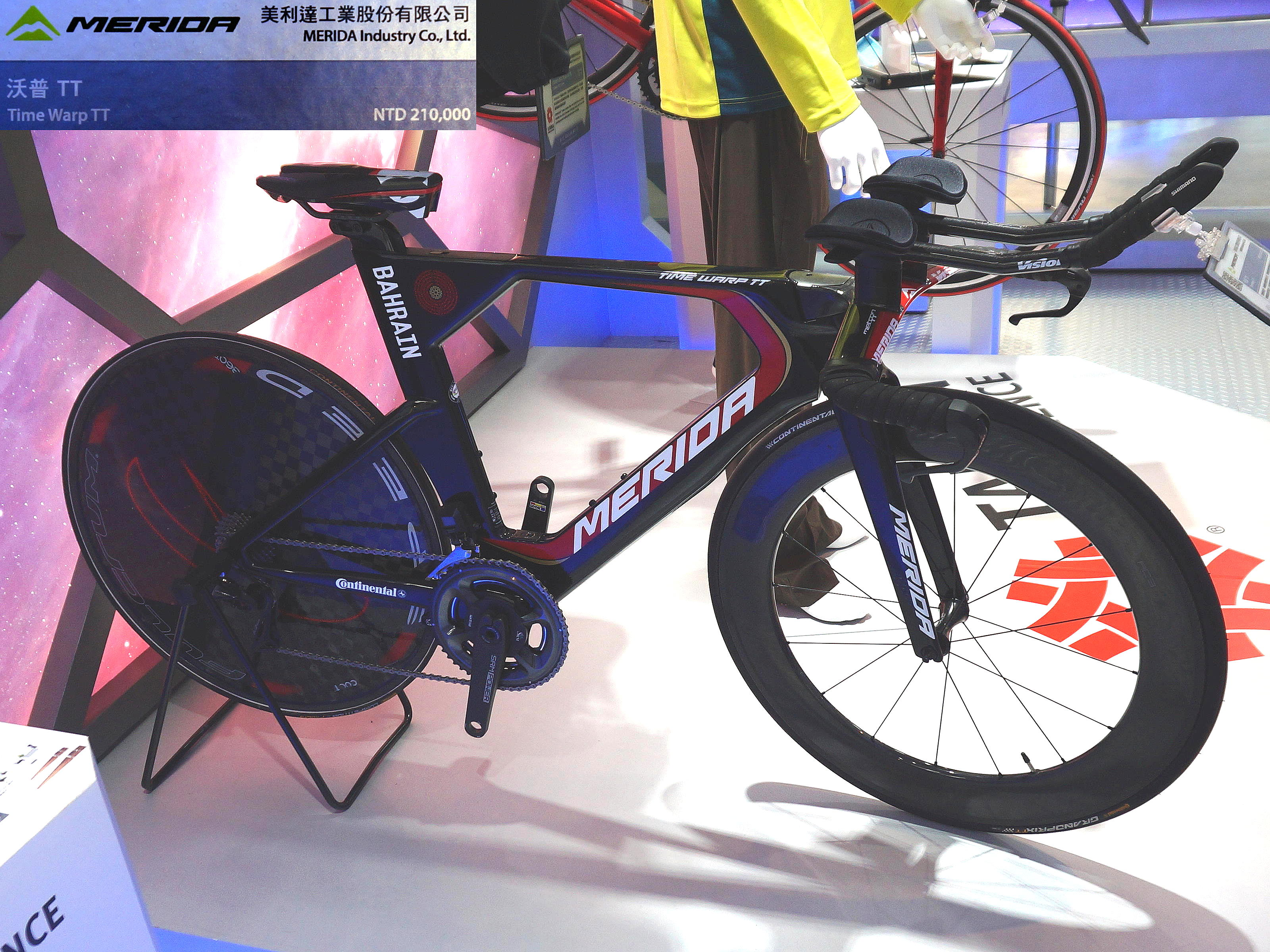
En Merida för tempolopp.